# Megalopsalis serritarsus
Megalopsalis serritarsus is een hooiwagen uit de familie Monoscutidae.